# Klidang Wetan
Klidang Wetan is een bestuurslaag in het regentschap Batang van de provincie Midden-Java, Indonesië. Klidang Wetan telt 2908 inwoners (volkstelling 2010).